# 芒阿圖羅托

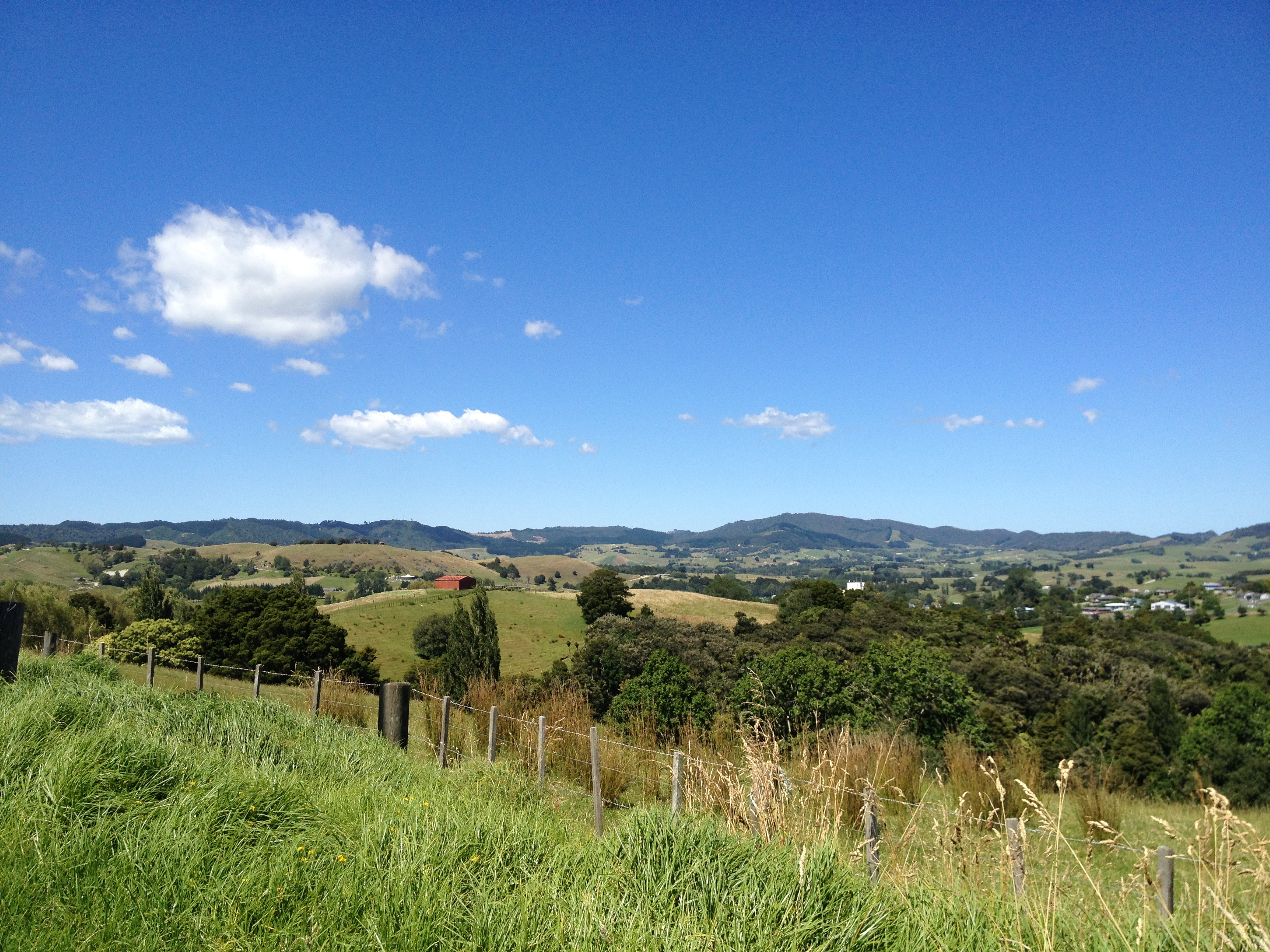
山上俯瞰景象

芒阿图罗托（英語：Maungaturoto）是新西兰北地大区的一个城镇。2006年调查结果显示人口数为837，相较于2001年增加了87人。
城镇临近凯帕拉港。